# Rajd Niemiec AvD 1962
Rajd Niemiec AvD/ADAC Baden-Baden 1962 (6. AvD/ADAC Baden-Baden Deutschland rallye) – 6. edycja rajdu samochodowego Rajd Niemiec AvD/ADAC Baden-Baden rozgrywanego w RFN. Rozgrywany był od 26 do 30 września 1962 roku. Była to dziewiąta runda Rajdowych Mistrzostw Europy w roku 1962.

## Klasyfikacja rajdu
| Miejsce                      | Kierowca                     | Pilot                        | Samochód                     | Czas                         | Strata                       |                              |
| Klasyfikacja generalna i ERC | Klasyfikacja generalna i ERC | Klasyfikacja generalna i ERC | Klasyfikacja generalna i ERC | Klasyfikacja generalna i ERC | Klasyfikacja generalna i ERC | Klasyfikacja generalna i ERC |
| ---------------------------- | ---------------------------- | ---------------------------- | ---------------------------- | ---------------------------- | ---------------------------- | ---------------------------- |
| 1.                           | Pat Moss-Carlsson            | Pauline Mayman               | Morris Mini Cooper           |                              | 0.0                          |                              |
| 2.                           | Eugen Böhringer              | Peter Lang                   | Mercedes-Benz 220 SEb W111   |                              |                              |                              |
| 3.                           | René Trautmann               | Claudine Bouchet             | Citroën ID 19                |                              |                              |                              |
| 4.                           | Hans-Joachim Walter          | Ewald Stock                  | Citroën DS 19                |                              |                              |                              |
| 5.                           | Rudolf Smoliner              | Karl Auer                    | Citroën ID 19                |                              |                              |                              |
| 6.                           | Arnaldo Cavallari            | Giuseppe Simonetta           | Alfa Romeo Giulietta TI      |                              |                              |                              |
| 7.                           | Erik Carlsson                | Gunnar Häggbom               | Saab 96                      |                              |                              |                              |
| 8.                           | Hans Wehner                  | H. von Schweinichen          | Volkswagen Käfer             |                              |                              |                              |
| 9.                           | Jürgen Zink                  | Peter Erb                    | BMW 700 Sport                |                              |                              |                              |
| 10.                          | Walter Cordaro               | Ferdinando Tecilla           | Alfa Romeo                   |                              |                              |                              |